# Cycloprionus flavus
Cycloprionus flavus là một loài bọ cánh cứng trong họ Cerambycidae.